# 113 a.C.
Il 113 a.C. (CXIII a.C. in numeri romani) è un anno  del II secolo a.C.

## Eventi
- Prima invasione dei Cimbri in territorio romano (Norico e Illiria): il console Gneo Papirio Carbone inizia una campagna per fermarli, ma viene sconfitto a Noreia.